# Nordische Skiweltmeisterschaften 1995
Die 40. Nordischen Skiweltmeisterschaften wurden vom 9. bis 19. März 1995 in der kanadischen Stadt Thunder Bay in der Provinz Ontario veranstaltet.

## Wettbewerbe
Im Wettkampfprogramm gab es gegenüber den vorangegangenen Weltmeisterschaften in Falun keine Änderungen.
Es wurden Wettbewerbe in den Kategorien Langlauf, Skispringen und Nordische Kombination ausgetragen. Die Frauen nahmen weiterhin nur an den Langläufen teil.
- Langlauf: Durchgeführt wurden je vier Einzeldisziplinen für Männer und Frauen sowie je eine Staffel. Die Wettbewerbe wurden abgesehen von den beiden Staffeln und den beiden Verfolgungsrennen im Intervallstart ausgetragen. Außerdem wurde die Unterscheidung klassisch und freier Stil angewendet.
- Skispringen: zwei Einzeldisziplinen und ein Teamwettbewerb
- Nordische Kombination: eine Einzeldisziplin und ein Teamwettbewerb

## Sportliche Erfolge
Erfolgreichste Nation war Russland mit fünf Goldmedaillen, was allerdings alleine den Langläuferinnen zu verdanken war. Norwegen und Kasachstan gewannen je dreimal Gold.
Für das russische Team errang die Langläuferin Larissa Lasutina einschließliche der Staffel alleine vier Goldmedaillen, Jelena Välbe war mit zwei Siegen beteiligt. Bei den Männern sicherte sich der Kasache Wladimir Smirnow drei WM-Titel im Langlauf.

## Medaillenspiegel
| Platz | Nation      | Gold | Silber | Bronze | Gesamt |
| ----- | ----------- | ---- | ------ | ------ | ------ |
| 01    | Russland    | 5    | 3      | 2      | 10     |
| 02    | Norwegen    | 3    | 5      | 1      | 9      |
| 03    | Kasachstan  | 3    | 0      | 1      | 4      |
| 04    | Japan       | 2    | 1      | 1      | 4      |
| 05    | Finnland    | 1    | 2      | 3      | 6      |
| 06    | Italien     | 1    | 2      | 2      | 5      |
| 07    | Deutschland | 0    | 1      | 1      | 2      |
| 08    | Österreich  | 0    | 1      | 0      | 1      |
| 09    | Schweden    | 0    | 0      | 2      | 2      |
| 10    | Frankreich  | 0    | 0      | 1      | 2      |
| 10    | Schweiz     | 0    | 0      | 1      | 1      |

| Platz | Sportler             | Gold | Silber | Bronze | Gesamt |
| ----- | -------------------- | ---- | ------ | ------ | ------ |
| 01    | Wladimir Smirnow     | 3    | 0      | 1      | 4      |
| 02    | Bjørn Dæhlie         | 1    | 3      | 0      | 4      |
| 03    | Silvio Fauner        | 1    | 1      | 1      | 3      |
| 04    | Fred Børre Lundberg  | 1    | 1      | 0      | 2      |
| 05    | Takanobu Okabe       | 1    | 0      | 1      | 2      |
| 05    | Mika Antero Laitinen | 1    | 0      | 1      | 2      |
| 07    | Tommy Ingebrigtsen   | 1    | 0      | 0      | 1      |
| 07    | Sture Sivertsen      | 1    | 0      | 0      | 1      |
| 07    | Erling Jevne         | 1    | 0      | 0      | 1      |
| 07    | Thomas Alsgaard      | 1    | 0      | 0      | 1      |
| 07    | Jani Soininen        | 1    | 0      | 0      | 1      |
| 07    | Janne Ahonen         | 1    | 0      | 0      | 1      |
| 07    | Ari-Pekka Nikkola    | 1    | 0      | 0      | 1      |
| 07    | Masashi Abe          | 1    | 0      | 0      | 1      |
| 07    | Tsugiharu Ogiwara    | 1    | 0      | 0      | 1      |
| 07    | Kenji Ogiwara        | 1    | 0      | 0      | 1      |
| 07    | Takanori Kōno        | 1    | 0      | 0      | 1      |
| 18    | Hiroya Saitō         | 0    | 1      | 1      | 2      |
| 18    | Jari Isometsä        | 0    | 1      | 1      | 2      |
| 18    | Jens Weißflog        | 0    | 1      | 1      | 2      |
| 21    | Jari Mantila         | 0    | 1      | 0      | 1      |
| 21    | Andreas Goldberger   | 0    | 1      | 0      | 1      |
| 21    | Karri Hietamäki      | 0    | 1      | 0      | 1      |
| 21    | Harri Kirvesniemi    | 0    | 1      | 0      | 1      |
| 21    | Jari Räsänen         | 0    | 1      | 0      | 1      |
| 21    | Norwegen             | 0    | 1      | 0      | 1      |
| 21    | Bjarte Engen Vik     | 0    | 1      | 0      | 1      |
| 21    | Knut Tore Apeland    | 0    | 1      | 0      | 1      |
| 21    | Gerd Siegmund        | 0    | 1      | 0      | 1      |
| 21    | Hansjörg Jäkle       | 0    | 1      | 0      | 1      |
| 21    | Dieter Thoma         | 0    | 1      | 0      | 1      |
| 32    | Mika Myllylä         | 0    | 0      | 1      | 1      |
| 32    | Alexei Prokurorow    | 0    | 0      | 1      | 1      |
| 32    | Sylvain Guillaume    | 0    | 0      | 1      | 1      |
| 32    | Fulvio Valbusa       | 0    | 0      | 1      | 1      |
| 32    | Marco Albarello      | 0    | 0      | 1      | 1      |
| 32    | Fabio Maj            | 0    | 0      | 1      | 1      |
| 32    | Markus Wüst          | 0    | 0      | 1      | 1      |
| 32    | Armin Krugel         | 0    | 0      | 1      | 1      |
| 32    | Stefan Wittwer       | 0    | 0      | 1      | 1      |
| 32    | Jean-Yves Cuendet    | 0    | 0      | 1      | 1      |
| 32    | Jin’ya Nishikata     | 0    | 0      | 1      | 1      |
| 32    | Naoki Yasuzaki       | 0    | 0      | 1      | 1      |

| Platz | Sportlerin            | Gold | Silber | Bronze | Gesamt |
| ----- | --------------------- | ---- | ------ | ------ | ------ |
| 01    | Larissa Lasutina      | 4    | 0      | 0      | 4      |
| 02    | Jelena Välbe          | 2    | 1      | 0      | 3      |
| 03    | Nina Gawriljuk        | 1    | 2      | 0      | 3      |
| 04    | Olga Danilowa         | 1    | 0      | 1      | 2      |
| 05    | Manuela Di Centa      | 0    | 1      | 1      | 2      |
| 05    | Inger Helene Nybråten | 0    | 1      | 1      | 2      |
| 07    | Marit Mikkelsplass    | 0    | 1      | 0      | 1      |
| 07    | Elin Nilsen           | 0    | 1      | 0      | 1      |
| 07    | Anita Møen-Guidon     | 0    | 1      | 0      | 1      |
| 10    | Antonina Ordina       | 0    | 0      | 2      | 2      |
| 11    | Anna Frithioff        | 0    | 0      | 1      | 1      |
| 11    | Marie-Helene Westin   | 0    | 0      | 1      | 1      |
| 11    | Anette Fanqvist       | 0    | 0      | 1      | 1      |

## Langlauf Männer
- Detaillierte Ergebnisse

### 10 km klassisch

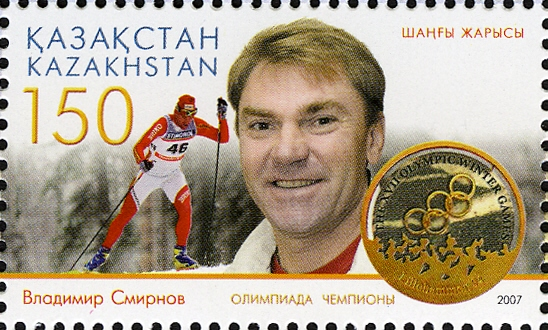
Der dreifache Weltmeister Wladimir Smirnow auf einer kasachischen Briefmarke

| Platz | Sportler          | Zeit [min] |
| ----- | ----------------- | ---------- |
| 1     | Wladimir Smirnow  | 24:52.3    |
| 2     | Bjørn Dæhlie      | 25:10.1    |
| 3     | Mika Myllylä      | 25:11.5    |
| 4     | Silvio Fauner     | 25:29,5    |
| 5     | Harri Kirvesniemi | 25:34,3    |
| 6     | Erling Jevne      | 25:40,1    |
| 7     | Jochen Behle      | 25:43,0    |
| 8     | Jari Isometsä     | 25:46,0    |
| 9     | Sture Sivertsen   | 26:03,1    |
| 10    | Michail Botwinow  | 26:04,6    |

Weltmeister 1993:  Sture Sivertsen
Olympiasieger 1994:  Bjørn Dæhlie
Datum: 11. März 1995

### Verfolgungsrennen (10 km klassisch + 15 kmFreistil)
| Platz | Sportler          | Zeit [h]  |
| ----- | ----------------- | --------- |
| 1     | Wladimir Smirnow  | 1:06:19,5 |
| 2     | Silvio Fauner     | 1:06:29,7 |
| 3     | Jari Isometsä     | 1:06:30,0 |
| 4     | Mika Myllylä      | 1:06:58,1 |
| 5     | Bjørn Dæhlie      | 1:07:18,6 |
| 6     | Alexei Prokurorow | 1:07:25,5 |
| 7     | Harri Kirvesniemi | 1:07:46,4 |
| 8     | Thomas Alsgaard   | 1:07:53,2 |
| 9     | Anders Bergström  | 1:07:54,4 |
| 10    | Wladimir Legotin  | 1:07:54,7 |

Weltmeister 1993:  Bjørn Dæhlie
Olympiasieger 1994:  Bjørn Dæhlie
Datum: 13. März 1995

### 30 km klassisch
| Platz | Sportler          | Zeit [h]  |
| ----- | ----------------- | --------- |
| 1     | Wladimir Smirnow  | 1:15:52,3 |
| 2     | Bjørn Dæhlie      | 1:16:52,4 |
| 3     | Alexei Prokurorow | 1:17:35,6 |
| 4     | Mika Myllylä      | 1:17:42,2 |
| 5     | Silvio Fauner     | 1:18:02,8 |
| 6     | Harri Kirvesniemi | 1:18:38,3 |
| 7     | Erling Jevne      | 1:18:48,7 |
| 8     | Vegard Ulvang     | 1:18:57,5 |
| 9     | Jari Isometsä     | 1:19:43,8 |
| 10    | Jochen Behle      | 1:19:55,2 |

Weltmeister 1993:  Bjørn Dæhlie
Olympiasieger 1994 (Freistil):  Thomas Alsgaard
Datum: 9. März 1995

### 50 km Freistil
| Platz | Sportler             | Zeit [h]  |
| ----- | -------------------- | --------- |
| 1     | Silvio Fauner        | 1:56:36,0 |
| 2     | Bjørn Dæhlie         | 1:57:48,5 |
| 3     | Wladimir Smirnow     | 1:58:10,7 |
| 4     | Giorgio Vanzetta     | 1:58:51,6 |
| 5     | Henrik Forsberg      | 1:59:14,2 |
| 6     | Juan Jesús Gutiérrez | 1:59:35,9 |
| 7     | Torgny Mogren        | 1:59:43,7 |
| 8     | Anders Bergström     | 1:59:57,0 |
| 9     | Gaudenzio Godioz     | 2:00:31,0 |
| 10    | Hervé Balland        | 2:00:33,1 |

Weltmeister 1993:  Torgny Mogren
Olympiasieger 1994 (klassisch):  Wladimir Smirnow
Datum: 19. März 1995

### 4 × 10 km Staffel
| Platz | Land       | Sportler                                                              | Zeit [h]  |
| ----- | ---------- | --------------------------------------------------------------------- | --------- |
| 1     | Norwegen   | Sture Sivertsen Erling Jevne Bjørn Dæhlie Thomas Alsgaard             | 1:34:27,1 |
| 2     | Finnland   | Karri Hietamäki Harri Kirvesniemi Jari Räsänen Jari Isometsä          | 1:35:10,5 |
| 3     | Italien    | Fulvio Valbusa Marco Albarello Fabio Maj Silvio Fauner                | 1:36:28,4 |
| 4     | Schweden   | Mathias Fredriksson Niklas Jonsson Torgny Mogren Anders Bergström     | 1:36:29,1 |
| 5     | Österreich | Markus Gandler Alois Stadlober Gerhard Urain Alexander Marent         | 1:37:01,3 |
| 6     | Russland   | Wladimir Legotin Michail Botwinow Sergei Tschepikow Alexei Prokurorow | 1:37:25,2 |

Weltmeister 1993:  Norwegen (Sture Sivertsen, Vegard Ulvang, Terje Langli, Bjørn Dæhlie)

Olympiasieger 1994:  Italien (Maurilio De Zolt, Marco Albarello, Giorgio Vanzetta, Silvio Fauner)
Datum: 17. März 1995

## Langlauf Frauen
- Detaillierte Ergebnisse

### 5 km klassisch

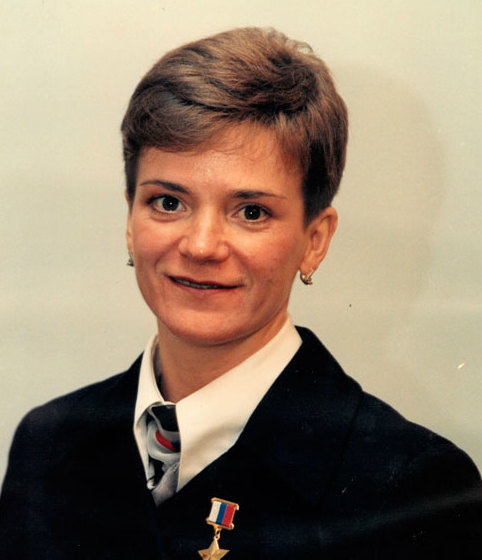
Viermal Gold errang Larissa Lasutina (hier im Jahr 2021)

| Platz | Sportlerin            | Zeit [min] |
| ----- | --------------------- | ---------- |
| 1     | Larissa Lasutina      | 15:23,7    |
| 2     | Nina Gawriljuk        | 15:47,1    |
| 3     | Manuela Di Centa      | 15:57,8    |
| 4     | Jelena Välbe          | 16:03,1    |
| 5     | Kristina Šmigun       | 16:08,2    |
| 6     | Inger Helene Nybråten | 16:12,9    |
| 7     | Marit Mikkelsplass    | 16:13,4    |
| 8     | Stefania Belmondo     | 16:19,8    |
| 9     | Anna Frithioff        | 16:21,3    |
| 10    | Antonina Ordina       | 16:21,6    |

Weltmeisterin 1993:  Larissa Lasutina
Olympiasiegerin 1994:  Ljubow Jegorowa
Datum: 12. März 1995

### Verfolgungsrennen (5 km klassisch + 10 km Freistil)
| Platz | Sportlerin         | Zeit [min] |
| ----- | ------------------ | ---------- |
| 1     | Larissa Lasutina   | 43:19,6    |
| 2     | Nina Gawriljuk     | 43:45,3    |
| 3     | Olga Danilowa      | 43:56,9    |
| 4     | Manuela Di Centa   | 44:23,5    |
| 5     | Stefania Belmondo  | 44:31,6    |
| 6     | Antonina Ordina    | 44:49,2    |
| 7     | Marit Mikkelsplass | 44:54,8    |
| 8     | Gabriella Paruzzi  | 45:22,3    |
| 9     | Olga Kornejewa     | 45:24,5    |
| 10    | Anke Schulze       | 45:25,1    |

Weltmeisterin 1993:  Stefania Belmondo
Olympiasiegerin 1994:  Ljubow Jegorowa
Datum: 14. März 1995

### 15 km klassisch
| Platz | Sportlerin            | Zeit [min] |
| ----- | --------------------- | ---------- |
| 1     | Larissa Lasutina      | 41:27,5    |
| 2     | Jelena Välbe          | 42:39,1in  |
| 3     | Inger Helene Nybråten | 43:03,2    |
| 4     | Marit Mikkelsplass    | 43:08,6    |
| 5     | Olga Danilowa         | 43:11,4    |
| 6     | Nina Gawriljuk        | 43:13,1    |
| 7     | Kateřina Neumannová   | 43:56,3    |
| 8     | Pirkko Määttä         | 44:05,4    |
| 9     | Trude Dybendahl       | 44:11,7    |
| 10    | Merja Lahtinen        | 44:16,3    |

Weltmeisterin 1993:  Jelena Välbe
Olympiasiegerin 1994 (Freistil):  Manuela Di Centa
Datum: 10. März 1995

### 30 km Freistil
| Platz | Sportlerin         | Zeit [h]  |
| ----- | ------------------ | --------- |
| 1     | Jelena Välbe       | 1:15:27,3 |
| 2     | Manuela Di Centa   | 1:16:40,5 |
| 3     | Antonina Ordina    | 1:16:58,6 |
| 4     | Olga Danilowa      | 1:17:06,6 |
| 5     | Larissa Lasutina   | 1:17:15,7 |
| 6     | Nina Gawriljuk     | 1:18:01,2 |
| 7     | Elin Nilsen        | 1:18:35,6 |
| 8     | Guidina Dal Sasso  | 1:19:34,9 |
| 9     | Marit Mikkelsplass | 1:19:49,2 |
| 10    | Trude Dybendahl    | 1:20:27,8 |

Weltmeisterin 1993:  Stefania Belmondo
Olympiasiegerin 1994 (klassisch):  Manuela Di Centa
Datum: 18. März 1995

### 4 × 5 km Staffel
| Platz | Land        | Sportlerinnen                                                          | Zeit [min] |
| ----- | ----------- | ---------------------------------------------------------------------- | ---------- |
| 1     | Russland    | Olga Danilowa Larissa Lasutina Jelena Välbe Nina Gawriljuk             | 53:47,6    |
| 2     | Norwegen    | Marit Mikkelsplass Inger Helene Nybråten Elin Nilsen Anita Moen-Guidon | 55:17,6    |
| 3     | Schweden    | Anna Frithioff Marie-Helene Östlund Antonina Ordina Anette Fanqvist    | 55:17,7    |
| 4     | Italien     | Guidina Dal Sasso Manuela Di Centa Gabriella Paruzzi Stefania Belmondo | 56:12,8    |
| 5     | Deutschland | Manuela Henkel Ina Kümmel Sigrid Wille Anke Schulze                    | 57:18,1    |
| 6     | Finnland    | Tuulikki Pyykkönen Pirkko Määttä Marke Rautiala Merja Lahtinen         | 57:19,7    |

Weltmeisterinnen 1993:  Russland (Jelena Välbe, Larissa Lasutina, Nina Gawriljuk, Ljubow Jegorowa)

Olympiasiegerinnen 1994:  Russland (Jelena Välbe, Larissa Lasutina, Nina Gawriljuk, Ljubow Jegorowa)
Datum: 17. März 1995

## Skispringen Männer
Detaillierte Ergebnisse

### Normalschanze K90

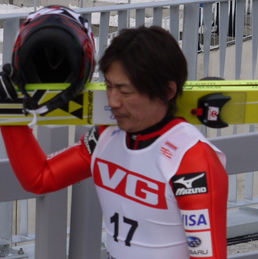
Takanobu Okabe – Weltmeister von der Normalschanze

| Platz | Sportler             | Punkte |
| ----- | -------------------- | ------ |
| 1     | Takanobu Okabe       | 266,0  |
| 2     | Hiroya Saitō         | 256,5  |
| 3     | Mika Antero Laitinen | 243,5  |
| 4     | Sylvain Freiholz     | 240,0  |
| 5     | Jens Weißflog        | 233,0  |
| 6     | Andreas Goldberger   | 230,0  |
| 7     | Jin’ya Nishikata     | 222,5  |
| 7     | Jérôme Gay           | 222,5  |
| 9     | Janne Ahonen         | 219,5  |
| 10    | Adam Małysz          | 217,5  |

Weltmeister 1993:  Masahiko Harada
Olympiasieger 1994:  Espen Bredesen
Datum: 12. März 1995

### Großschanze K 120

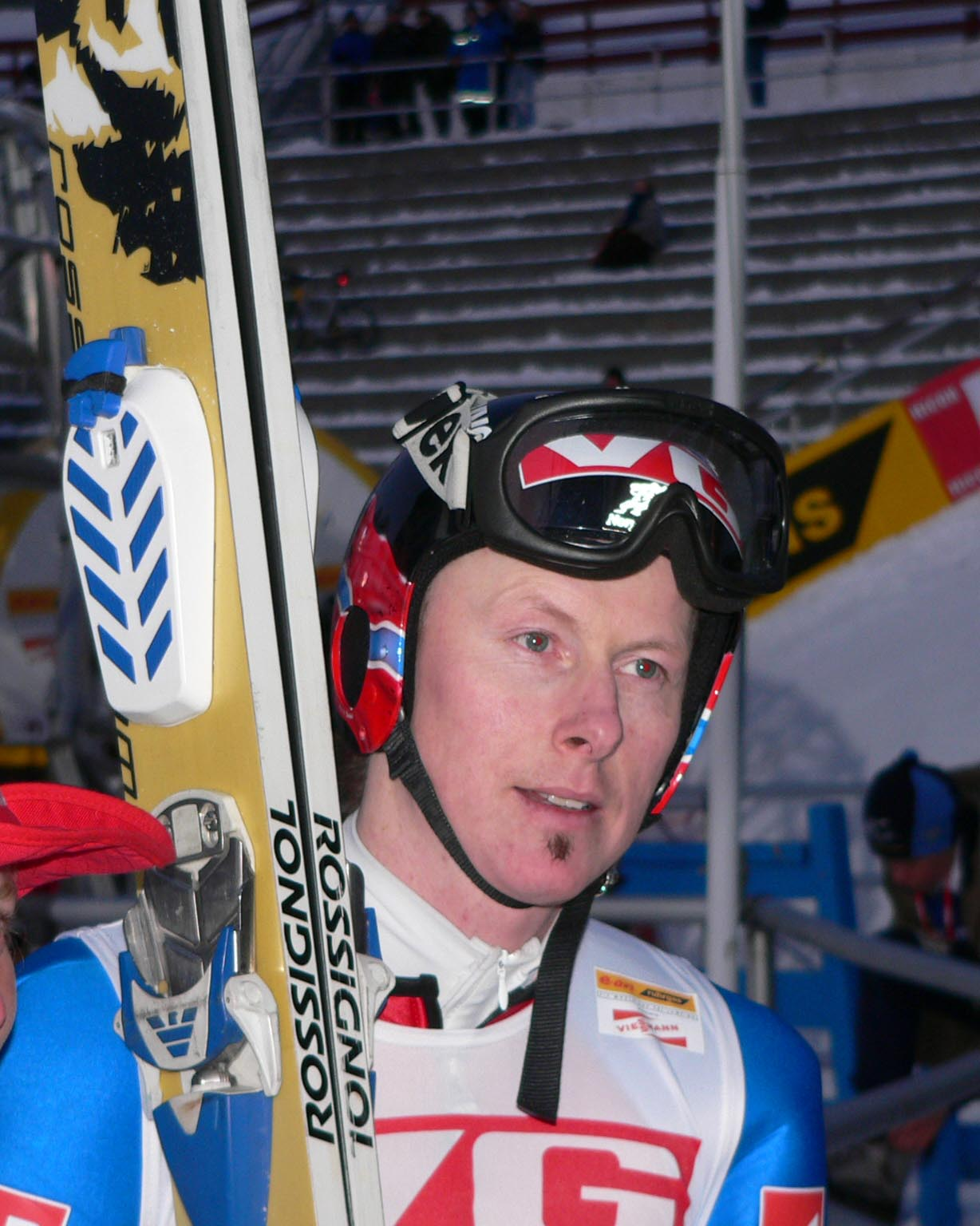
Auf der Großschanze siegte Tommy Ingebrigtsen

| Platz | Sportler                 | Punkte |
| ----- | ------------------------ | ------ |
| 1     | Tommy Ingebrigtsen       | 272,6  |
| 2     | Andreas Goldberger       | 259,5  |
| 3     | Jens Weißflog            | 229,9  |
| 4     | Lasse Ottesen            | 224,4  |
| 5     | Kazuyoshi Funaki         | 218,3  |
| 6     | Nicolas Jean-Prost       | 216,0  |
| 7     | Reinhard Schwarzenberger | 209,1  |
| 8     | Roberto Cecon            | 209,0  |
| 9     | Janne Ahonen             | 208,2  |
| 10    | Gerd Siegmund            | 202,7  |

Weltmeister 1993:  Espen Bredesen
Olympiasieger 1994:  Jens Weißflog
Datum: 18. März 1995

### Team Großschanze K 120
| Platz | Land        | Sportler                                                                     | Punkte |
| ----- | ----------- | ---------------------------------------------------------------------------- | ------ |
| 1     | Finnland    | Jani Soininen Janne Ahonen Mika Antero Laitinen Ari-Pekka Nikkola            | 889,0  |
| 2     | Deutschland | Jens Weißflog Gerd Siegmund Hansjörg Jäkle Dieter Thoma                      | 882,5  |
| 3     | Japan       | Takanobu Okabe Jin’ya Nishikata Hiroya Saitō Naoki Yasuzaki                  | 836,9  |
| 4     | Frankreich  | Lucas Chevalier-Girod Jérôme Gay Nicolas Dessum Nicolas Jean-Prost           | 801,1  |
| 5     | Schweiz     | Marco Steinauer Martin Trunz Bruno Reuteler Sylvain Freiholz                 | 761,0  |
| 6     | Österreich  | Andreas Widhölzl Christian Moser Reinhard Schwarzenberger Andreas Goldberger | 728,1  |

Weltmeister 1993:  Norwegen (Bjørn Myrbakken, Helge Brendryen, Øyvind Berg, Espen Bredesen)

Olympiasieger 1994:  Deutschland (Hansjörg Jäkle, Christof Duffner, Dieter Thoma, Jens Weißflog)
Datum: 16. März 1995

## Nordische Kombination Männer
- Detaillierte Ergebnisse

### Einzel (Normalschanze K 90/15 km)
| Platz | Sportler            | Zeit im Ziel [min] |
| ----- | ------------------- | ------------------ |
| 1     | Fred Børre Lundberg | 44:19,9            |
| 2     | Jari Mantila        | 44:50,2            |
| 3     | Sylvain Guillaume   | 44:59,6            |
| 4     | Milan Kučera        | 45:14,4            |
| 5     | Kenji Ogiwara       | 45:26,8            |
| 6     | Knut Tore Apeland   | 45:35,1            |
| 7     | Bjarte Engen Vik    | 45:51,2            |
| 8     | Masashi Abe         | 46:11,9            |
| 9     | Trond Einar Elden   | 46:26,5            |
| 10    | Tsugiharu Ogiwara   | 46:30,1            |

Weltmeister 1993:  Kenji Ogiwara
Olympiasieger 1994:  Fred Børre Lundberg
Datum: 10.–11. März 1995

### Team (Normalschanze K 90/4 × 5 km)
| Platz | Land        | Sportler                                                             | Zeit im Ziel [h] |
| ----- | ----------- | -------------------------------------------------------------------- | ---------------- |
| 1     | Japan       | Masashi Abe Tsugiharu Ogiwara Kenji Ogiwara Takanori Kōno            | 0:56:20,2        |
| 2     | Norwegen    | Halldor Skard Bjarte Engen Vik Knut Tore Apeland Fred Børre Lundberg | 0:58:14,8        |
| 3     | Schweiz     | Markus Wüst Armin Krügel Stefan Wittwer Jean-Yves Cuendet            | 1:01:41,8        |
| 4     | USA         | Todd Lodwick Ryan Heckman Tim Tetreault Dave Jarrett                 | 1:02:59,4        |
| 5     | Österreich  | Robert Stadelmann Mario Stecher Georg Riedelsperger Klaus Ofner      | 1:03:17,6        |
| 6     | Deutschland | Thomas Dufter Sven Koch Jens Deimel Thomas Abratis                   | 1:03:28,0        |

Weltmeister 1993:  Japan (Takanori Kōno, Masashi Abe, Kenji Ogiwara)

Olympiasieger 1994:  Japan (Takanori Kōno, Masashi Abe, Kenji Ogiwara)
Datum: 14.–15. März 1995